# Homeland (Georgia)
Homeland es un pueblo ubicado en el condado de Charlton en el estado estadounidense de Georgia. En el censo de 2000, su población era de 765.

## Demografía
En el 2000 la renta per cápita promedia del hogar era de $24,722, y el ingreso promedio para una familia era de $30,417. El ingreso per cápita para la localidad era de $11,980. Los hombres tenían un ingreso per cápita de $24,432 contra $20,089 para las mujeres.

## Geografía
Homeland se encuentra ubicado en las coordenadas 30°51′34″N 82°1′19″O / 30.85944, -82.02194 (30.859445, -82.022074).
Según la Oficina del Censo, la localidad tiene un área total de 6,7 km² (2,6 mi²), de la cual 6,7 km² (2,6 mi²) es tierra y 0 km² (0 mi²) (0.00%) es agua.